# Alkanna noneiformis
Alkanna noneiformis är en strävbladig växtart som beskrevs av August Heinrich Rudolf Grisebach. Alkanna noneiformis ingår i släktet Alkanna och familjen strävbladiga växter. Inga underarter finns listade i Catalogue of Life.